# Biloveji-Perși, Bahmaci
Biloveji-Perși (în ucraineană Біловежі-Перші) este localitatea de reședință a comunei Biloveji-Perși din raionul Bahmaci, regiunea Cernihiv, Ucraina.

## Demografie
Componența lingvistică a localității Biloveji-Perși
     Ucraineană (98,7%)
     Rusă (1,3%)
Conform recensământului din 2001, majoritatea populației localității Biloveji-Perși era vorbitoare de ucraineană (98,7%), existând în minoritate și vorbitori de rusă (1,3%).